# Rillo
Rillo is een gemeente in de Spaanse provincie Teruel in de regio Aragón met een oppervlakte van 53,31 km². Rillo telt 92 inwoners (1 januari 2016).

## Demografische ontwikkeling
Bron: INE, 1857-2011: volkstellingen
Opm.: In 1981 werd de gemeente Son del Puerto aangehecht